# Igreja Presbiteriana Unida do Vietnã
A Igreja Presbiteriana Unida do Vietnã  (IPUV) - em inglês United Presbyterian Church of Vietnam - é uma denominação presbiteriana, estabelecida no Vietnã em 1988, pelo pastor Ho Tan Khoa.

## História
Em 1996, a partir de uma missão de um pastor coreano-americano, surgiu um grupo cristão na Cidade de Ho Chi Minh. Um dos membros do grupo, Ho Tan Khoa, tornou-se pastor e fundou a Igreja Presbiteriana Unida do Vietnã em 1998. Todavia, à época, a denominação não era permitida pelo governo do Vietnã. Sendo assim, espalhou-se com um rede de igrejas domésticas.
A denominação pediu auxilio à Igreja Presbiteriana (EUA) no treinamento e capacitação de pastores, que passou a fazê-lo a partir de 2002.
Em 2010, a denominação relatou sofrer perseguição religiosa por parte das autoridades do Vietnã.
Em 2012, a denominação tinha 120 congregações e 7.500 membros.

## Relações Intereclesiásticas
A denominação é membro fundadora da Aliança Evangélica do Vietnã, que em 2012 elegeu o Rev. Ho Tan Khoa (também presidente da IPUV) como seu presidente.
Além disso, recebe ajuda da Igreja Presbiteriana (EUA) e Igreja Presbiteriana de Taiwan.